# Norberto Fontana
Norberto Edgardo Fontana (20. ledna 1975, Arrecifes, Argentina) je argentinský automobilový závodník. V roce 1997 se zúčastnil čtyř velkých cen ve Formuli 1 za tým Sauber.

## Kariéra před Formulí 1
V roce 1995 závodil ve Formuli 3 a vyhrál prestižní závod Marlboro Masters v Zandvoortu a stal se mistrem Německa.

## Formule 1
Debutoval v Grand Prix Francie 1997, kterou ovšem nedokončil. Dohromady absolvoval 4 velké ceny, nejvíce pozornosti na sebe upoutal v Grand Prix Evropy 1997, ve které svou pomalou jízdou brzdil adepta na titul Jacquese Villeneuvea.

## Kompletní výsledky ve Formuli 1
| Legenda k tabulce | Legenda k tabulce                                                                       |
| Barva             | Výsledek                                                                                |
| ----------------- | --------------------------------------------------------------------------------------- |
| Zlatá             | Vítěz                                                                                   |
| Stříbrná          | 2. místo                                                                                |
| Bronzová          | 3. místo                                                                                |
| Zelená            | Bodované umístění                                                                       |
| Modrá             | Nebodované umístění                                                                     |
| Modrá             | Dokončil neklasifikován (NC)                                                            |
| Fialová           | Odstoupil (Ret)                                                                         |
| Červená           | Nekvalifikoval se (DNQ)                                                                 |
| Červená           | Nepředkvalifikoval se (DNPQ)                                                            |
| Černá             | Diskvalifikován (DSQ)                                                                   |
| Bílá              | Nestartoval (DNS)                                                                       |
| Bílá              | Závod zrušen (C)                                                                        |
| Světle modrá      | Pouze trénoval (PO)                                                                     |
| Světle modrá      | Páteční testovací jezdec (TD)                                                           |
| Bez barvy         | Netrénoval (DNP)                                                                        |
| Bez barvy         | Vyřazen (EX)                                                                            |
| Bez barvy         | Nepřijel (DNA)                                                                          |
| Bez barvy         | Odvolal účast (WD)                                                                      |
| Bez barvy         | Nezúčastnil se (prázdné)                                                                |
| Označení          | Význam                                                                                  |
| Tučnost           | Pole position                                                                           |
| Kurzíva           | Nejrychlejší kolo                                                                       |
| †                 | Jezdec nedojel do cíle, ale byl klasifikován, protože odjel více než 90 % délky závodu. |
| ‡                 | Byl udělován poloviční počet bodů, protože bylo odjeto méně než 75 % délky závodu.      |
| Horní index       | Umístění bodujících jezdců ve sprintu                                                   |

| Rok  | Tým                      | Šasi       | Motor        | 1   | 2   | 3   | 4   | 5   | 6   | 7   | 8       | 9     | 10    | 11  | 12  | 13  | 14  | 15  | 16  | 17     | Umístění | Body |
| ---- | ------------------------ | ---------- | ------------ | --- | --- | --- | --- | --- | --- | --- | ------- | ----- | ----- | --- | --- | --- | --- | --- | --- | ------ | -------- | ---- |
| 1997 | Red Bull Sauber Petronas | Sauber C16 | Petronas V10 | AUS | BRA | ARG | SMR | MON | ESP | CAN | FRA Ret | GBR 9 | GER 9 | HUN | BEL | ITA | AUT | LUX | JPN | EUR 14 | -        | 0    |

## Kariéra po Formuli 1
Po krátkém působení v královské disciplíně jezdil ve Formuli 3000, zúčastnil se 8 závodů americké sériie CART v roce 2000, nejlépe dojel na 11. příčce v Cleveland. Poté se přesunul do rodné Argentiny, kde závodí v cestovních vozech TC 2000.